# Amazilia yucatanensis
La amazilia yucateca (Amazilia yucatanensis), también denominada amazilia de Yucatán, colibrí panza café (en Honduras), colibrí vientre canelo o  colibrí yucateco (en México), es una especie de ave apodiforme de la familia Trochilidae —los colibríes— perteneciente al género  Amazilia.  Es nativa del sur de América del Norte y extremo norte de América Central.

## Distribución y hábitat
Se distribuye por la costa del golfo de México, en Estados Unidos desde Florida, hacia el sur, por México hasta la península de Yucatán, Belice y norte de Guatemala; pero sólo se reproduce desde el bajo valle del Río Grande, en el extremo sur de Texas hacia el sur.
Habita en las tierras bajas, hasta los 1200 m de altitud. Prefiere los bosques de coníferas y robles y los matorrales en tierras áridas o a lo largo de los cursos de agua; se encuentra también en los huertos de cítricos. Es una especie parcialmente migratoria e hiberna a lo largo de la costa del Golfo, en los Estados Unidos, desde Texas hasta la península de la Florida. Sus movimientos hacia el norte en otoño e invierno son únicos entre los colibríes de América del Norte, un interesante fenómeno biológico que merece una mayor investigación.

## Descripción
Mide entre 10 y 11,5 cm de longitud y pesa de 4 a 5 g. El dorso y la cabeza son de color verde oliva metálico; la garganta es de color verde metálico dorado; la parte inferior del pecho es de color ante leonado. La inferior de las alas es de color blanco. La cola y las alas primarias son de color rojizo o rufo y la cola se bifurca un poco. El pico es recto y muy delgado; es de color rojo, con una punta más oscura. La hembra tiene un pico más oscuro, y es en general menos colorida que el macho.

## Alimentación
Se alimentan del néctar de las flores, de preferencia las que tienen matices rojos, usando una lengua larga y extensible y además atrapan [[Insecta|insectos]} en vuelo. Tanto machos como hembras, de cualquier edad, defienden agresivamente los sitios de alimentación, dentro de su territorio.

## Reproducción
La hembra construye un nido, en forma de copa, en un lugar protegido, generalmente una rama horizontal de un arbusto o árbol. Pone dos huevos blancos.

## Sistemática

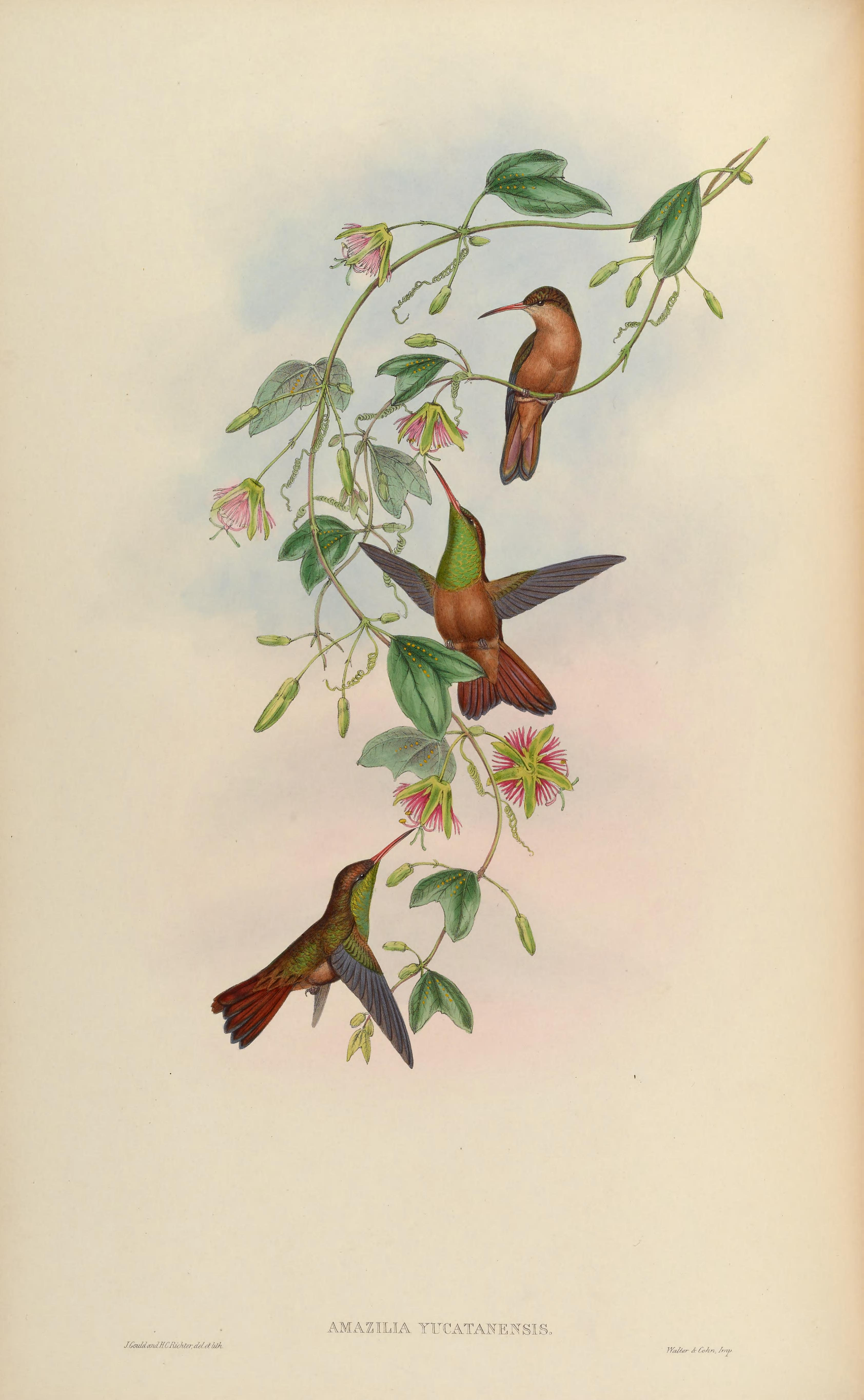
Amazilia yucatanensis, ilustración de Gould y Richter en A monograph of the Trochilidae, or family of humming-birds 5, 1861.

### Descripción original
La especie A. yucatanensis fue descrita por primera vez por el ornitólogo estadounidense Samuel Cabot en 1845 bajo el nombre científico Trochilus yucatanensis; su localidad tipo es: «Yucatán».

### Etimología
El nombre genérico femenino «Amazilia» fue tomado del nombre específico Ornismya amazilia Lesson; que se refiere a Amazili, una heroína inca en la novela de Jean-François Marmontel «Les Incas, ou la destruction de l’Empire du Pérou» de 1777; y el nombre de la especie «yucatanensis» se refiere a la localidad tipo, la península de Yucatán.

### Subespecies
Según las clasificaciones del Congreso Ornitológico Internacional (IOC) y Clements Checklist/eBird  se reconocen tres subespecies, con su correspondiente distribución geográfica:
- Grupo monotípico yucatanensis:
  - Amazilia yucatanensis yucatanensis (Cabot), 1845 – este de México (Tabasco, Campeche, Yucatán), norte de Belice y noroeste de Guatemala; reportada erróneamente de Honduras. Parte de la población inverna al norte y noreste a lo largo de la costa del Golfo.

- Grupo politípico cerviniventris/chalconota:
  - Amazilia yucatanensis chalconota Oberholser, 1898 – extremo sur de Estados Unidos (sureste de Texas) al noreste de México (al sur a San Luis Potosí y norte de Veracruz).
  - Amazilia yucatanensis cerviniventris (Gould), 1856 – este de México (Veracruz, Puebla, noroeste de Chiapas).